# Apna Sapna Money Money
Apna Sapna Money Money  to sytuacyjna komedia bollywoodzka z 2006 roku wyreżyserowana przez Sangeeth Sivana, której bohaterowie oddają się pogoni za pieniędzmi. Występują Riteish Deshmukh, Celina Jaitley, Koena Mitra, Jackie Shroff, Sunil Shetty, Shreyas Talpade, Bobby Darling, Riya Sen, Anupam Kher i Chunky Pandey.

## Obsada
- Riteish Deshmukh – Kishan
- Celina Jaitley – Sania Badnam
- Koena Mitra – Julie
- Shreyas Talpade – Arjun
- Riya Sen – Shivani
- Chunky Pandey – Rana Jang Bahadur – nominacja do Nagrody Filmfare dla Najlepszego Aktora Komediowego
- Rajpal Yadav – Matha Prasad
- Anupam Kher – Shastriji
- Sunil Shetty – inspektor Namane
- Jackie Shroff – Carlos
- Bobby Darling – Bobby Mohabbati

## Muzyka i piosenki
Muzykę do filmu skomponował Pritam Chakraborty, autor muzyki do Jab We Met, Life in a... Metro, Woh Lamhe, Hattrick, Just Married, Bas Ek Pal, Pyaar Ke Side Effects, Dhoom, Naksha, Dhoom 2, Garam Masala, Chocolate, czy Bhagam Bhag.
1. Jai Jai Money
2. Gustakh Nigah
3. Dil Mein Baji Guitar
4. Paisa Paisa
5. Sania Badnaam
6. Paisa Paisa (House Mix By Suketu)
7. Dil Mein Baji Guitar – 2
8. Jai Jai Money (Dub Mix By Dj A-Myth & Dj Kiran)
9. Gustakh Nigah (Remixed By Akbar Sami)